# Transgene
Um transgene é um gene ou material genético transferido entre dois organismos por via natural ou por técnicas de engenharia genética.
Mais precisamente, o termo transgene descreve um segmento de ADN que contenha uma sequência genética que tenha sido isolada a partir de um organismo e introduzida depois num organismo diferente. Este segmento não-nativo de ADN pode manter a capacidade de produzir ARN ou proteínas no organismo transgénico, ou pode alterar o funcionamento normal do código genético nesse organismo. Normalmente, o ADN é incorporado nos células germinais do organismo. Por exemplo, nos vertebrados complexos isto pode ser conseguido através da injecção de ADN exterior no núcleo celular de um óvulo. Esta técnica é usada rotineiramente para introduzir genes de patologias humanas ou outros genes relevantes em ratos de laboratório de forma a estudar as funções que esse gene em particular representa.
No uso informal da expressão, um transgene pode descrever qualquer sequência de ADN, independentemente de conter uma sequência genética ou de ter sido elaborado artificialmente, que tenha sido criado ou introduzido num organismo.
Em termos práticos, um transgene pode ser tanto um segmento de cDNA, que é uma cópia do mRNA, ou o próprio gene contido na sua região original do ADN. A diferença entre ambos reside no facto de que o cDNA foi previamente processado de forma a remover os intrões e também no facto de normalmente não incluir os sinais regulatórios incorporados no gene.Datado de 2003, milhares de sequências genéticas foram estudadas e em 2012, várias sementes destas foram plantadas.